# São Mateus (Espírito Santo)
São Mateus, amtlich portugiesisch Município de São Mateus, ist eine Stadt im brasilianischen Bundesstaat Espírito Santo. Sie wurde 1544 gegründet und hatte im Jahr 2018 zum 1. Juli geschätzte 128.542 Einwohner, die Mateenser (portugiesisch mateenses) genannt werden. Sie ist damit die zweitälteste und achtgrößte Stadt von 78 Munizips des Bundesstaates.
São Mateus ist seit 1958 Sitz des römisch-katholischen Bistums São Mateus. Es wird seit 2007 geleitet von Bischof Zanoni Demettino Castro.

## Geographie
São Mateus liegt am linken Ufer des Rio São Mateus. Die Entfernung zu Vitória, der Hauptstadt des Bundesstaates, beträgt 215 Kilometer.
Die Stadt grenzt im Norden an Boa Esperança, Pinheiros und Conceição da Barra, im Süden an São Gabriel da Palha, Vila Valério, Jaguaré und Linhares und im Westen an Nova Venécia. Im Osten grenzt die Stadt an den Atlantischen Ozean.

## Bevölkerung
| Bevölkerungsentwicklung | Bevölkerungsentwicklung | Bevölkerungsentwicklung | Bevölkerungsentwicklung | Bevölkerungsentwicklung | Bevölkerungsentwicklung | Bevölkerungsentwicklung | Bevölkerungsentwicklung | Bevölkerungsentwicklung | Bevölkerungsentwicklung | Bevölkerungsentwicklung | Bevölkerungsentwicklung |
| ----------------------- | ----------------------- | ----------------------- | ----------------------- | ----------------------- | ----------------------- | ----------------------- | ----------------------- | ----------------------- | ----------------------- | ----------------------- | ----------------------- |
| Jahr                    | 1764                    | 1827                    | 1940                    | 1950                    | 1960                    | 1970                    | 1980                    | 1991                    | 2000                    | 2010                    | 2018                    |
| Einwohner               | 453                     | 6.255                   | 24.250                  | 39.850                  | 39.706                  | 41.147                  | 56.083                  | 73.830                  | 90.460                  | 109.067                 | 128.542                 |

## Persönlichkeiten

### Mit São Mateus verbunden
- José Maria Dalvit (* 15. September 1919; † 17. Januar 1977), italienischer Ordensgeistlicher und römisch-katholischer Bischof des Bistums São Mateus
- Thiago de Jesús dos Santos (* 14. April 1992), Fußballspieler, hier geboren
- Juninho Bala (* 6. April 1998), Fußballspieler